# Die letzte Nacht in Mailand
Die letzte Nacht in Mailand (Originaltitel: L’ultima notte di Amore, internationaler Titel: Last Night of Amore) ist ein italienischer Spielfilm von Andrea Di Stefano aus dem Jahr 2023.
Die Uraufführung des Thrillers erfolgte im Februar 2023 bei der Berlinale. Der reguläre Kinostart in Italien war am 9. März 2023.

## Handlung
Mailand, in der Gegenwart: Der Polizist Franco Amore tritt seine letzte Nachtschicht an. 35 Jahre lang hat er im Polizeidienst gearbeitet. Nun feilt er an seiner Abschiedsrede, in der er angibt, während seiner gesamten Dienstzeit noch nie auf einen Menschen geschossen zu haben. Doch die folgende Nacht wird zur längsten und schwierigsten in seinem gesamten Berufsleben. Auch gefährdet sie alles, was Franco in seinem Leben wichtig ist: seine Arbeit als Staatsbediensteter, die Liebe zu seiner Ehefrau Viviana, seine Freundschaft mit seinem Kollegen Dino sowie sein eigenes Leben.

## Veröffentlichung
Die letzte Nacht in Mailand wurde in das Programm der 73. Berlinale aufgenommen. Dort wurde das Werk am 24. Februar 2023 im Rahmen der Sektion Berlinale Special außerhalb der Konkurrenz uraufgeführt. In Italien kam der Film am 9. März 2023 regulär im Verleih von Vision Distribution in die Kinos. In Deutschland erschien der Film im Verleih von SquareOne Entertainment am 3. November 2023 auf DVD und Blu-ray, digital war er bereits ab dem 26. Oktober 2023 verfügbar.